# Thomas-Morse XP-13 Viper
Thomas-Morse XP-13 Viper – prototypowy samolot myśliwski zaprojektowany i zbudowany w zakładach Thomas-Morse Aircraft jako prywatna inicjatywa tej firmy. Viper miał konstrukcję głównie metalową i był jednym z najbardziej udanych metalowych samolotów Thomas-Morse. Powstał tylko jeden egzemplarz, który został zakupiony przez United States Army Air Corps (USAAC), ale pomimo dobrych osiągów i własności pilotażowych samolot nie wszedł do produkcji seryjnej. Był to ostatni samolot, który powstał w firmie Thomas-Morse Aircraft. Viper został stracony w wyniku pożaru, który wybuchł na jego pokładzie w locie, a sama firma została przejęta przez Consolidated Aircraft Corporation.

## Tło historyczne
Firma Thomas-Morse i jej główny projektant B. Douglas Thomas miała długą historię projektowania i budowania nowoczesnych i nowatorskich samolotów. W zakładach Thomas-Morse powstał między innymi pierwszy amerykański myśliwiec (MB-1), pierwszy samolot o metalowej konstrukcji, który został zaakceptowany przez Armię (O-6), czy pierwszy samolot o metalowej konstrukcji produkowany seryjnie dla Armii (O-19). W zakładach zaprojektowano także szereg konstrukcji, który nie weszły do służby, czy zostały uznane jako mniej udane, a w ich konstrukcji często stosowano nowatorskie rozwiązania (na przykład TM-23 i TM-24).
W czasie I wojny światowej firma odniosła znaczny sukces finansowy i zdobyła znakomitą reputację produkując ponad 600 samolotów SH-4 i S-4 w różnych wersjach. Już po wojnie Thomas-Morse przez pewien czas był jednym z najważniejszych graczy na rynku amerykańskich wytwórni lotniczych projektując i budując 50 egzemplarzy myśliwca MB-3, który był standardowym myśliwcem Armii na początku lat 20. XX wieku. Po utracie kontraktu na budowę dalszych egzemplarzy MB-3 pozycja firmy znacznie się pogorszyła (kontrakt został wygrany przez Boeing).
Viper (w języku angielskim „żmija”) powstał jako prywatna inicjatywa firmy z nadzieją na uzyskanie kontraktu na produkcję seryjną samolotu. Dowództwo USAAS było wówczas zainteresowane konstrukcją samolotu napędzanego nowo powstałym silnikiem Curtiss H-1640 i postanowiono, że także Viper zostanie wyposażony w ten silnik.

## Opis konstrukcji
Viper był jednosilnikowym, jednomiejscowym, dwupłatowym samolotem myśliwskim. Wewnętrzna część konstrukcji kadłuba i skrzydeł wykonana była ze stali (według jednego źródła konstrukcja skrzydeł byłą drewniana), kadłub samolotu i powierzchnie sterowe kryte były falistą blachą aluminiową, a skrzydła i ogon były pokryte płótnem.
W oryginalnej wersji samolot napędzany był silnikiem Curtiss H-1640 o mocy 600 KM, w drugiej wersji (znanej jako XP-13A) napęd samolotu stanowił silnik Pratt & Whitney SR-1340-C o mocy 450 KM z owiewką typu NACA. Samolot w drugiej wersji miał także nieco powiększony ogon.

## Historia
Viper, który został zbudowany jako prywatna inicjatywa firmy został przekazany USAAC w czerwcu 1929 i pod tymczasowym oznaczeniem P-559 został oblatany przez pilotów USAAC w bazie Wright Field. Po przejściu testów został zakupiony przez USAAC w sierpniu 1930 już jako XP-13 (numer seryjny 29-453).
Według pilotów USAAC samolot miał bardzo dobre własności pilotażowe i akrobatyczne. Testy wykazały jednak nierozwiązywalne problemy z chłodzeniem silnika Curtiss H-1640 i we wrześniu 1930 samolot został częściowo przebudowany ze standardowym wówczas silnikiem używanym przez samoloty Armii Pratt & Whitney R-1340 Wasp.
Pomimo mniejszej mocy nowego silnika, w drugiej wersji samolot okazał się szybszy o 15 mil na godzinę (24 km/h), co było zapewne związane z mniejszą masą nowego silnika i poprawioną aerodynamiką samolotu. Wersja z silnikiem Wasp otrzymała oznaczenie XP-13A i numer seryjny 28-189.
Jedyny prototyp uległ zniszczeniu po tym jak zapalił się w locie.